# Крнов
Крнов (чеськ. Krnov, нім. Jägerndorf (Єґерндорф), пол. Krnów або Karniów, лат. Carnovia) — місто у Моравсько-Сілезькому регіоні, області Брунтал, Верхня Сілезія, у північно-східній частині Чеської Республіки. Розташоване на річці Опава біля польського кордону. У 1938—1945 роках було одним з муніципалітетів у Судетській області.
Індустріальний центр Верхньо-Сілезького регіону. В містечку виготовляють тканини (а саме бавовняну), напої (в тому числі найпопулярніший в Чехії безалкогольний напій Кофола) та музичні інструменти (гітари та органи). В місті знаходиться літній курорт та зимовий спортивний майданчик, що лежить поблизу гір Єсеніки, других за висотою в країні. Місто було засноване у 1221 році та слугувало столицею незалежного герцогства з 1377 по 1523. У Крнові розташовуються замок 18-го століття, декілька церков та абатств, а також оглядова вежа 1903 року. Синагога у Крнові — одна з небагатьох, які збереглися після нацистської окупації Європи.

## Розташування
Місто Крнов є центром північного округу Брунтал. На півночі межує з Польщею (ґміни Ґлубчице та Браніце), на півдні з Увалнем та Биковем-Ларишовем, за заході з Брантіцем, а на північному заході з Хошталькови та Мєстем Албрехтіцемі. Від Крнова до головного міста Брунталу — 20 км, а до центру краю Острави — 51.

## Передвоєнна історія
За австрійським переписом 1910 року в місті проживало 16 681 мешканців, з яких 15 647 проживали тут постійно. Згідно перепису 15 309 мешканців (98.4 %) були німецькомовними і 247 (1.5 %) — розмовляли чеською мовою. Євреям заборонялося вказувати Їдиш як рідну мову, тому більшість з них вказували німецьку. Найчисельнішими релігійними групами були римо-католики (15 290 жителів або 91,7 %), протестанти (885 або 5,3 %) та юдеї (459, 2,8 %).

## Структура населення

Вікова структура населення Крнова в 2011 році
Сімейний стан жителів Крнова в 2011 році
Освіта жителів Крнова в 2011 році

## Галерея

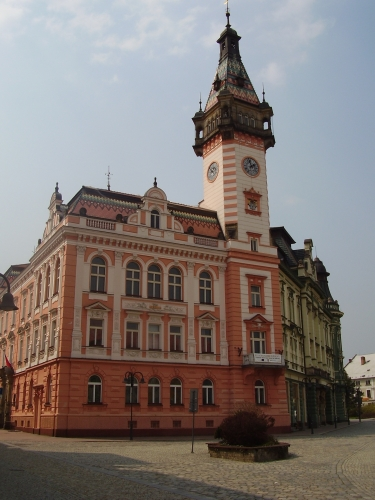
Міська ратуша
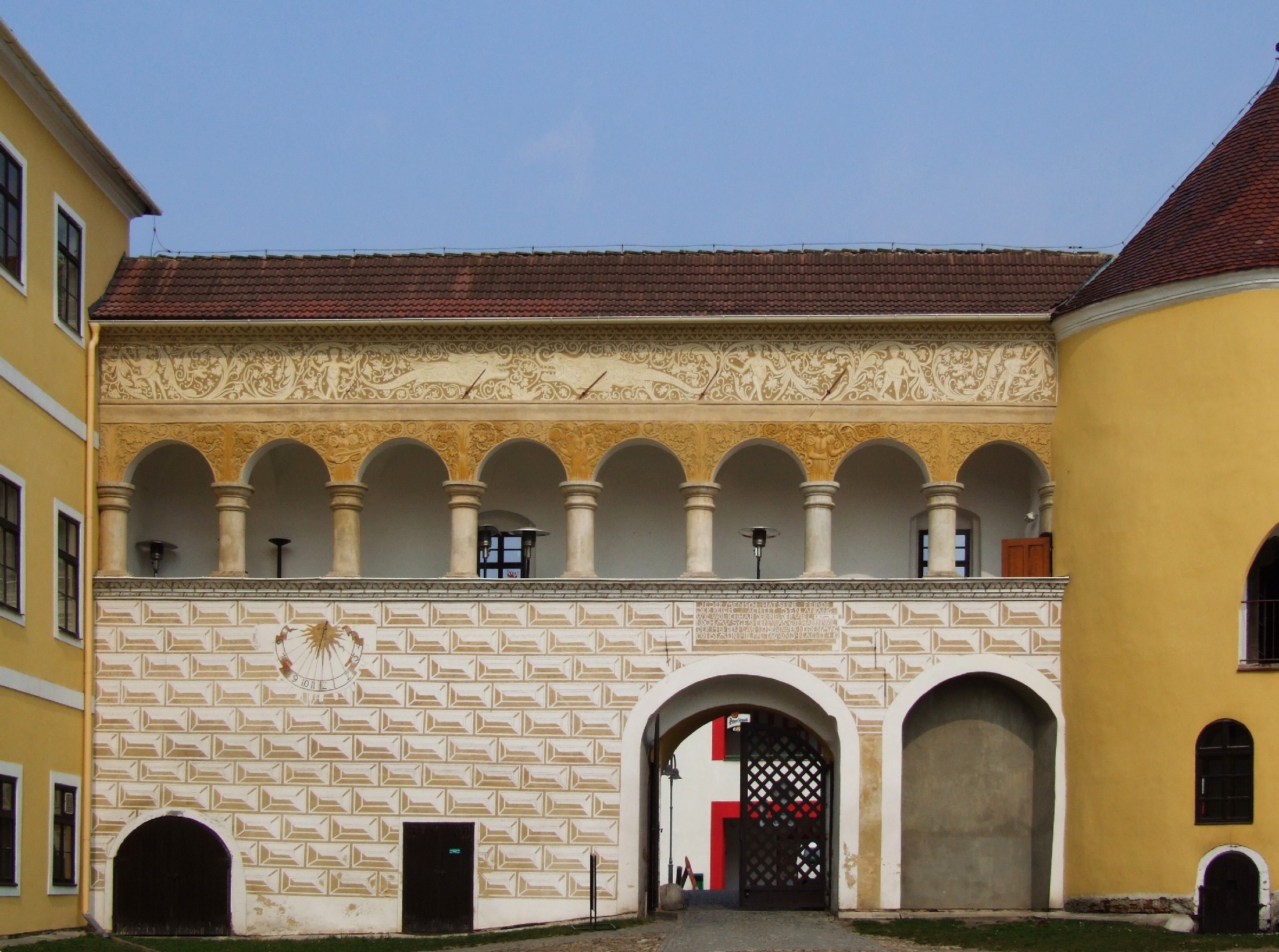
Крновський замок
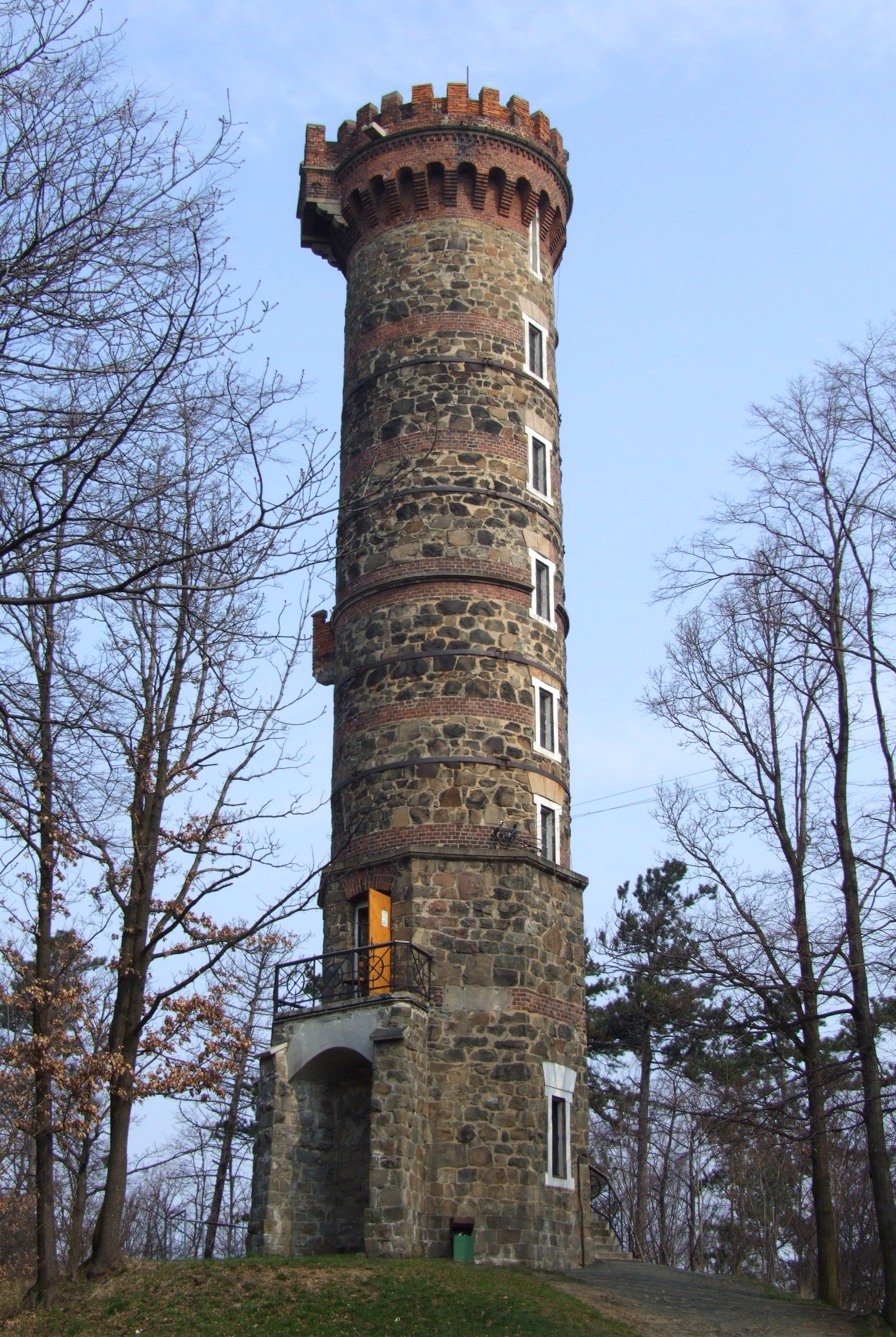
Оглядова вежа
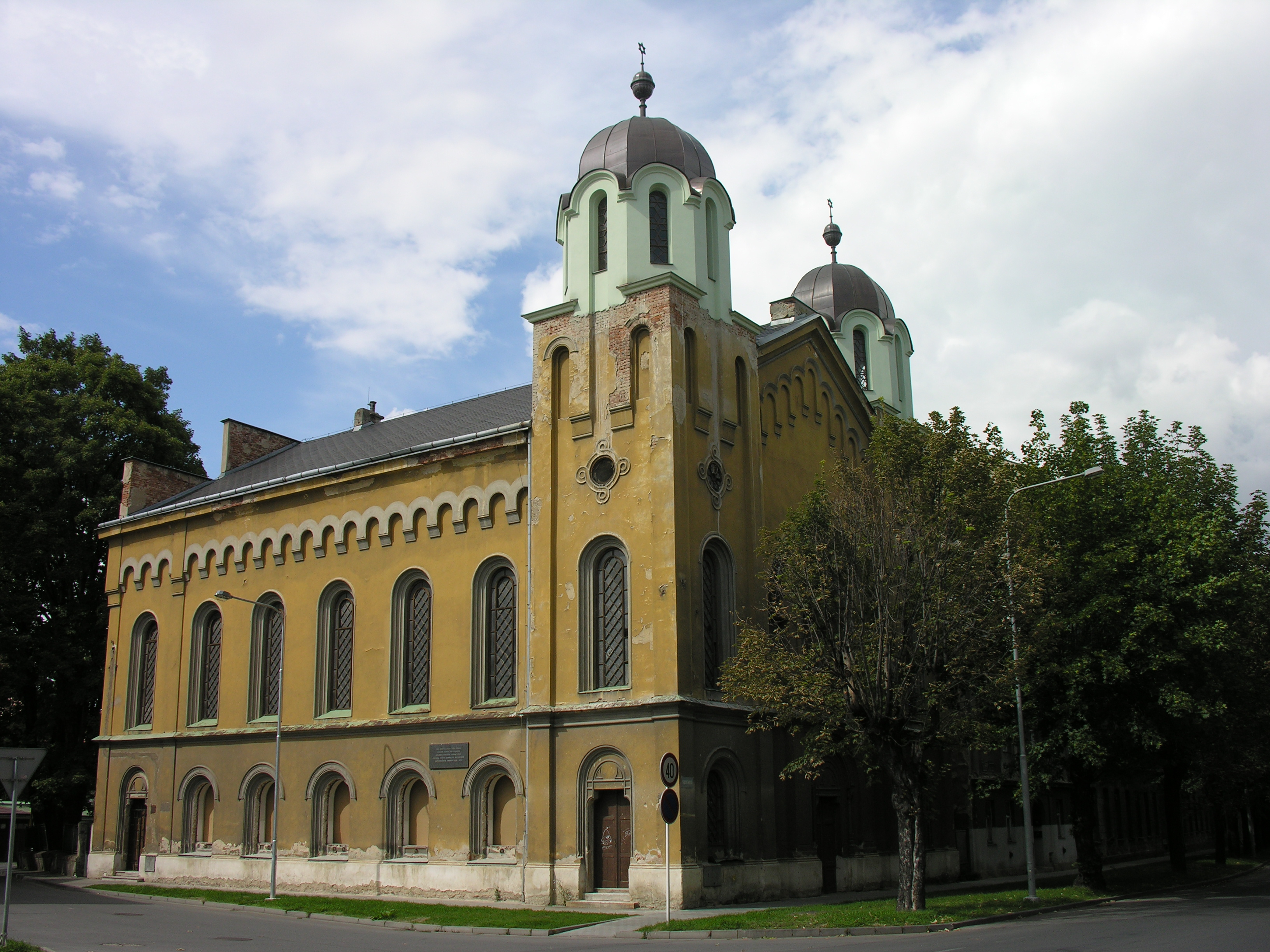
Синагога в Крнові

## Особистості
- Кароль Бенеш, архітектор
- Франц Ріґер, виробник органів, засновник відомої майстерні з виробництва органів
- Йозеф Клос, будівельник органів
- Якоб Белак, виробник текстильної продукції
- Йозеф Арбтер, юрист, ректор Львівського та Грацького університетів
- Вільгельм Белак, виробник текстильної продукції
- Радек Бонк, хокеїст, колишній гравець Національної хокейної ліги
- Ганс Цибулька, поет
- Алоїс Хлупацек, виробник текстильної продукції
- Фріц Ґайрінґер, торговець текстильної продукції
- Роберт Хольбаум (1886—1955), німецький бібліотекар, письменник і драматург
- Зіґмунд Ланґшур, професор
- Шарль Луї Флайшманн, винахідник, промисловець
- Леон Коуделак, класичний гітарист, в 2011 ввійшов у список «найвідоміших класичних гітаристів всіх часів»[5]
- Ярослав Сакала (* 1954), чеський стрибун через трамплін
- Іван Гайдош (* 1973), музикант
- Моніка Зубкова (* 1976), чеська акторка
- Тереза Хлебовска (* 1990), Місс Чехія-2012

### Міста-партнери
| Місто              | Країна     | Регіон                    |
| ------------------ | ---------- | ------------------------- |
| Ґлубчице           | Польща     | Опольське воєводство      |
| Карбен             | Німеччина  | Гессен                    |
| Мінськ Мазовецький | Польща     | Мазовецьке воєводство     |
| Надвірна           | Україна    | Івано-Франківська область |
| Пефкі              | Греція     | Аттика                    |
| Повельяно-Веронезе | Італія     | Венето                    |
| Пруднік            | Польща     | Опольське воєводство      |
| Раєц               | Словаччина | Опольське воєводство      |
| Сент-Егрев         | Франція    | Рона-Альпи                |
| Тельше             | Литва      |                           |
| Юкон               | США        | Оклахома                  |

### Міста-побратими за соціалізму
| Місто              | Країна    | Регіон                |
| ------------------ | --------- | --------------------- |
| Дубовка            | Росія     | Волгоградська область |
| Нойштадт-ін-Заксен | Німеччина | Саксонія              |